# Эрведал (Оливейра-ду-Ошпитал)
Эрведал (порт. Ervedal) — район (фрегезия) в Португалии, входит в округ Коимбра. Является составной частью муниципалитета Оливейра-ду-Ошпитал. По старому административному делению входил в провинцию Бейра-Алта. Входит в экономико-статистический субрегион Пиньял-Интериор-Норте, который входит в Центральный регион. Население составляет 1077 человек на 2001 год. Занимает площадь 20,80 км².
Покровителем района считается Андрей Первозванный (порт. Santo André).